# Militärgeschichte der Stadt Oldenburg
Die Militärgeschichte der Stadt Oldenburg ist ein wesentlicher Teil der  Geschichte der Stadt Oldenburg und des umgebenden Territoriums, das ebenfalls jahrhundertelang den Namen „Oldenburg“ trug: die Grafschaft Oldenburg (seit um 1108), das Herzogtum Oldenburg (seit 1774), das Großherzogtum Oldenburg (1815 bis 1918) und der Freistaat Oldenburg (1918 bis 1946).
Das Militärwesen war und ist für Oldenburg ein wichtiger Teil des Lebens und der Wirtschaft. Es hat das Stadtbild mitgeprägt. General Wolfgang Altenburg, Generalinspekteur der Bundeswehr von 1983 bis 1986, führte dazu aus: „Oldenburg und sein Umfeld gehörte über Jahrzehnte zu den beliebten Garnisonen der Bundeswehr“.

## Mittelalter, Frühe Neuzeit, Franzosenzeit

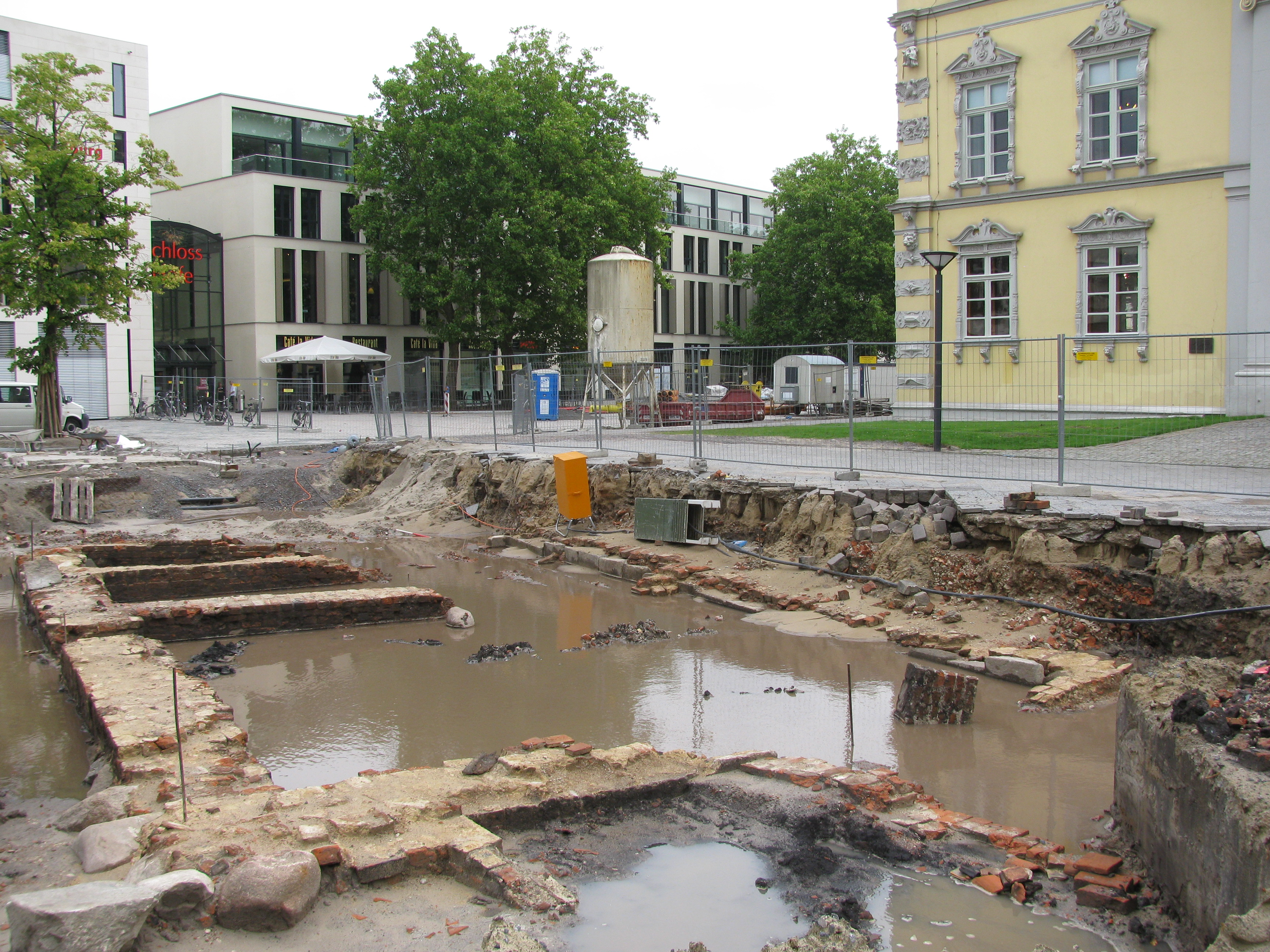
Reste des Torhauses der Burg in Oldenburg

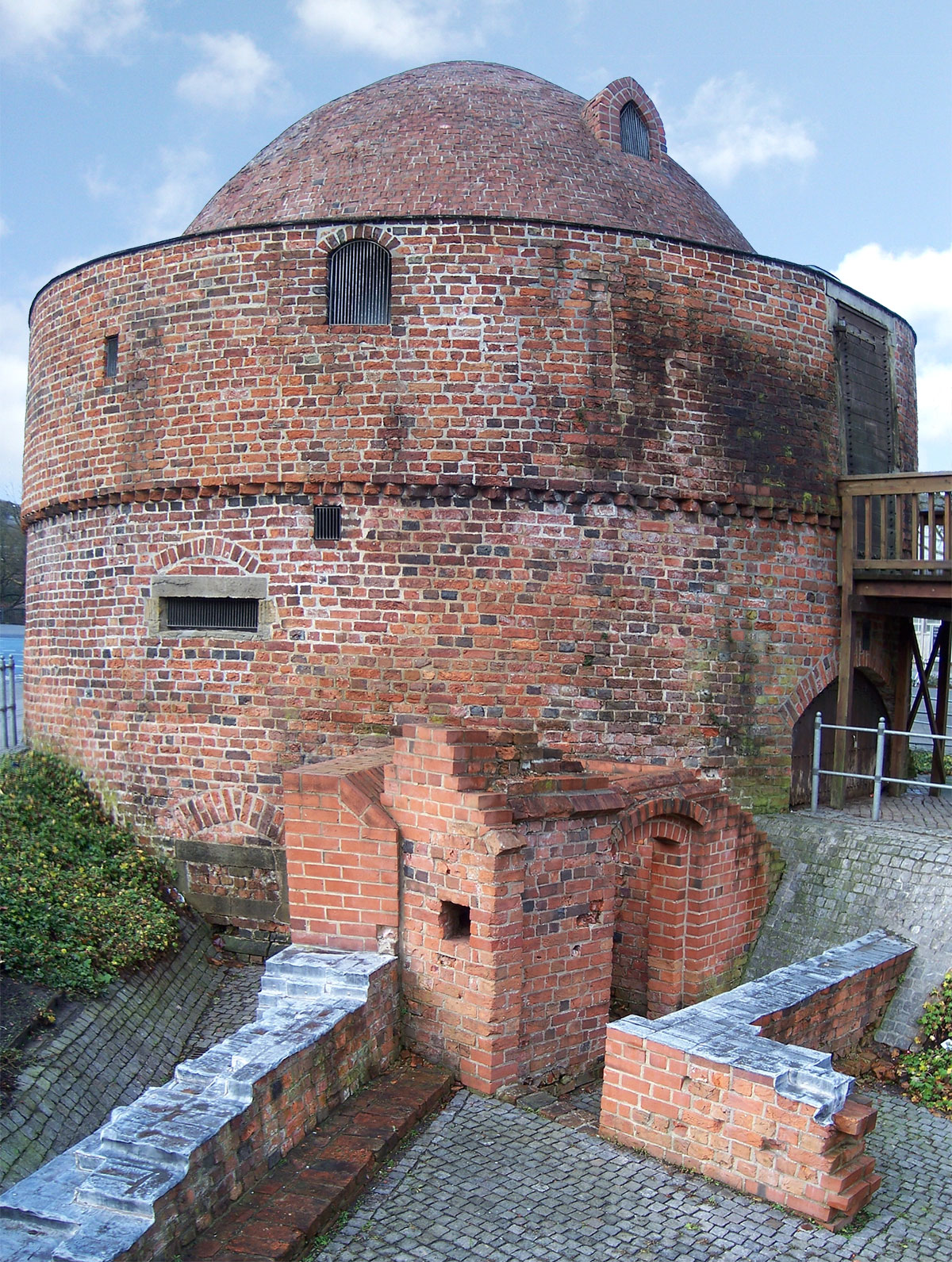
Pulverturm: Großer Zwinger vor dem Eversten Tor von 1529

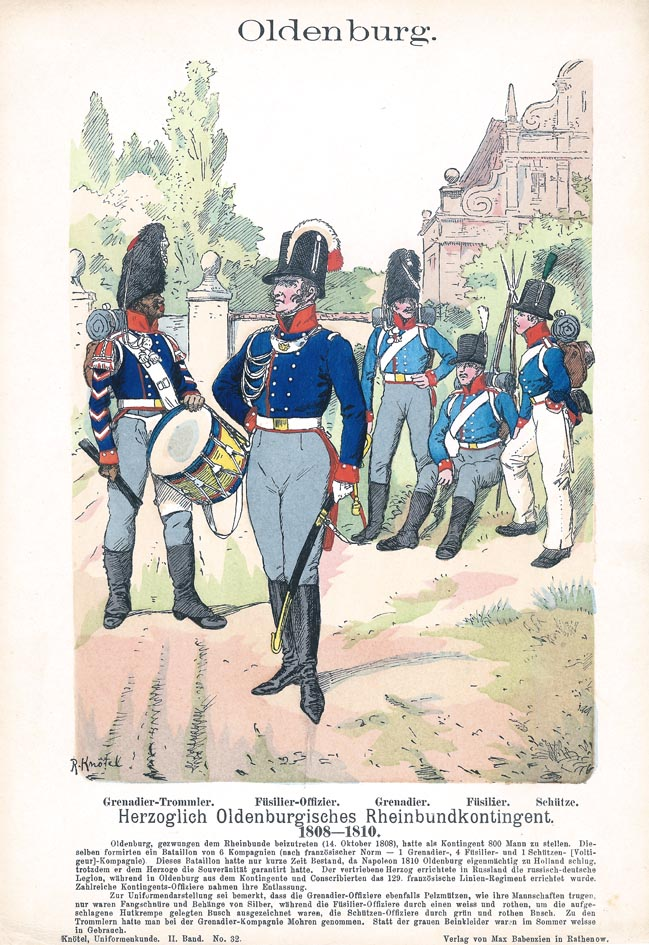
Uniformen des Herzoglich Oldenburgischen Rheinbundkontingents, 1808–1810

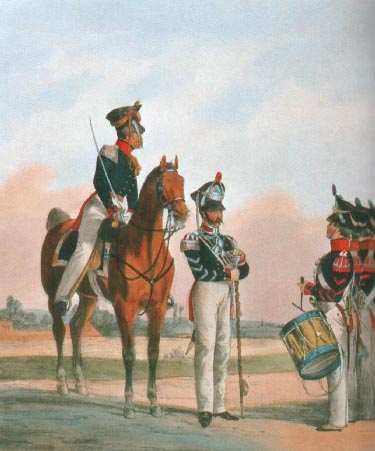
Oldenburgische Infanterie um 1830

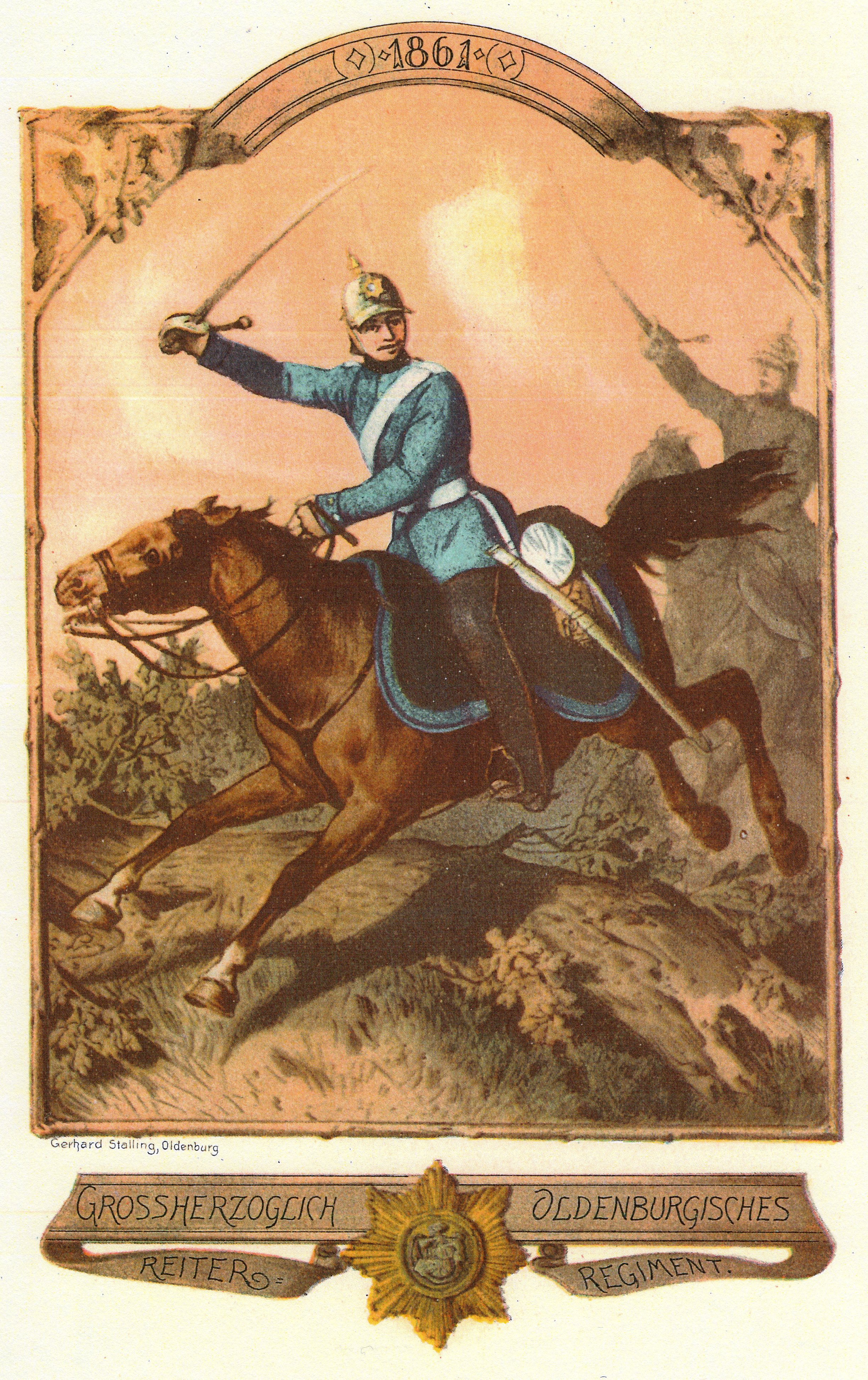
Reiter des Großherzoglich Oldenburgischen Reiter-Regiments 1861 mit Helm und dem 1850 eingeführten hellblauen Waffenrock nach Muster der preußischen Dragoner

1108 wurde Oldenburg unter dem Namen „Aldenburg“ erstmals urkundlich erwähnt und es entstand die Grafschaft Oldenburg.
Bis heute nicht eindeutig geklärt ist die Funktion des seit 1032 entstandenen Heidenwalls, der 2006 wiederentdeckt wurde. Wahrscheinlich ist lediglich, dass er der Sicherung einer Furt der Hunte diente. Hier waren die Anfänge Oldenburgs.
Die vermutlich im 11. Jahrhundert angelegte Burg wurde ab ca. 1530 zu einer Festung in alt-italienischer Manier umgebaut.
1345 erhielt Oldenburg von Graf Konrad I.  das Bremer Stadtrecht. Es wurde eine bessere Stadtmauer gebaut, mit einem sehr breiten Stadtgraben und fünf Stadttoren (Everstentor, Haarentor, Heiliggeisttor, Stautor und der Doppeltorbau Dammtor).
1576 ließ Graf Johann VII. das erste Zeughaus errichten, in dem die gräflichen Waffen und Rüstungen deponiert wurden. Bis 1600 wurde die so genannte Bürgerwacht aufgebaut. 1581 besaß sie bereits eine Stärke von 440 Mann und war in 44 Rotten mit je einem Rottmeister organisiert.
Um 1615 begann der Ausbau der Festung nach alt-niederländischer Manier. In der so genannten Dänenzeit wurde Oldenburg ab 1700 zu einer Dänischen Königsfestung ausgebaut, die ihre Funktion bis 1765 behielt.
Nach der Erhebung zum Herzogtum Oldenburg wurde die Stadt herzogliche Garnison. Die Bürgerwehr wurde aufgelöst und 1775 das Herzogliche Infanteriekorps aufgestellt, in das die Garnisonkompanie eintrat. Das etwa 50 Mann stark Korps wurde bald benannt nach seinem Kommandeur Capitain (Hauptmann) Cornelius Valentin von Knobel als Knobelgarde. Dieser Truppenteil ging 1808/09 in dem so genannten Rheinbund-Kontingent auf. Die Rheinbund-Kontingentstruppe Oldenburg bestand aus Grenadieren, Füsilieren und Voltigeurs. Sie waren in einem Bataillon zu sechs Kompanien zusammengefasst.
Bei der Eingliederung des Herzogtums in das französische Kaiserreich wurde in Osnabrück das 129. Linieninfanterie-Regiment (129e régiment d'infanterie de ligne) der Grande Armée aufgestellt, das informell den Namen "Regiment Oldenburg" (régiment d´Oldenbourg) trug. Es wurde per kaiserlichem Erlass vom 3. Februar 1811 aufgestellt und bestand hauptsächlich aus Angehörigen des früheren oldenburgischen Rheinbund-Kontingents sowie Zwangsrekrutierten aus dem ehemaligen Herzogtum. Es wurde im Russlandfeldzug 1812 und in der Schlacht um Spandau 1813 praktisch vollständig aufgerieben und auch formal 1813 aufgelöst. Kommandeur war Colonel Jean Daniel Freytag (1765–1832).

## Deutscher Bund, Norddeutscher Bund, Deutsches Reich bis 1919

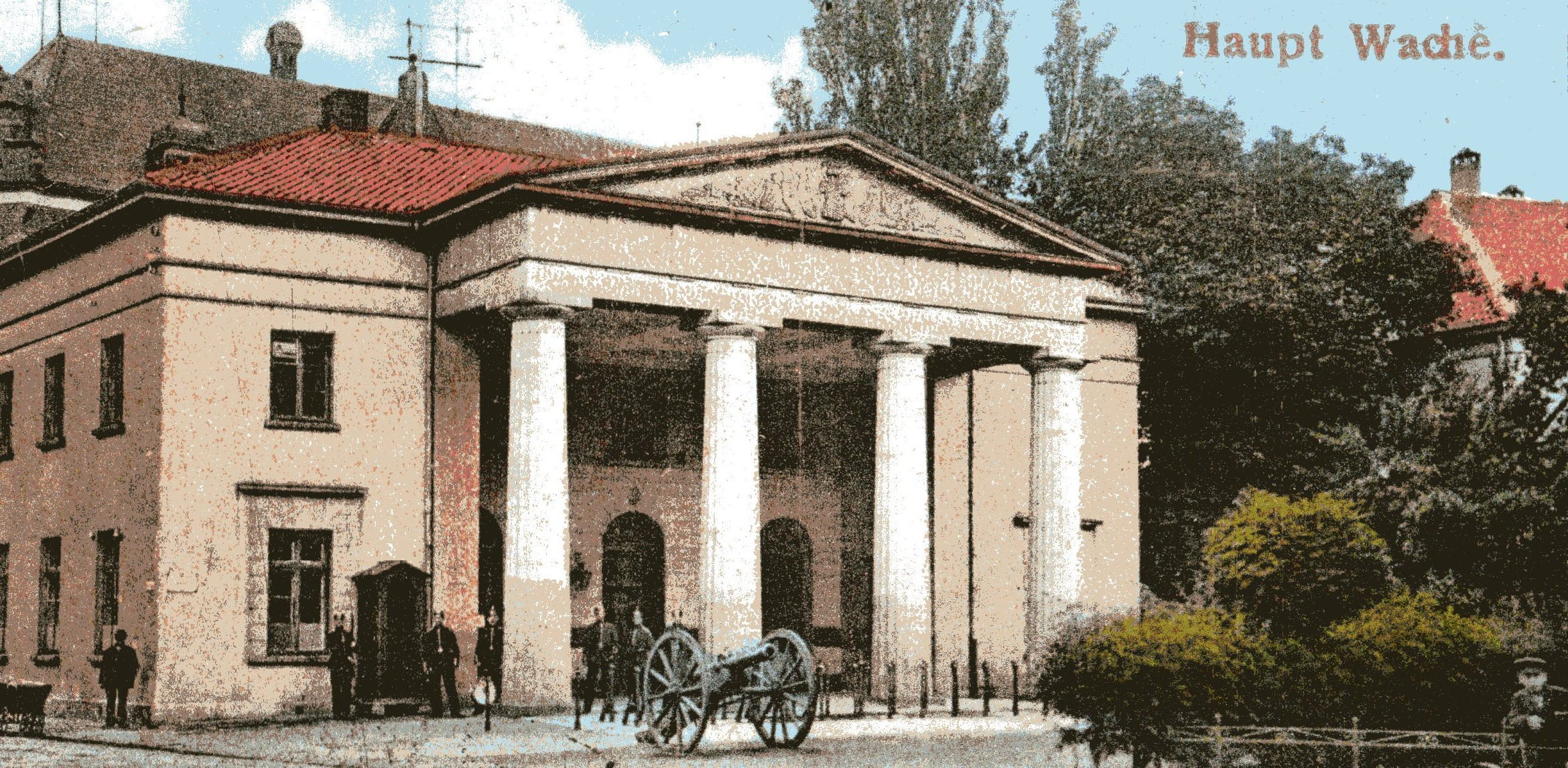
Schloßwache Oldenburg um 1914 oder davor. Ausschnitt aus einer kolorierten Postkarte von 1917

Nach den Erfahrungen der Besetzung Oldenburgs durch französische Truppen während der napoleonischen Zeit erließ Herzog Peter Friedrich Ludwig nach seiner Rückkehr aus dem russischen Exil 1813 einen Aufstellungsbefehl für ein Großherzoglich Oldenburgisches Infanterie-Regiment, bestehend aus zwei Bataillonen mit jeweils vier Kompanien, von denen das I. Bataillon in Oldenburg stationiert wurde. 1821 erfolgte eine Vereinigung mit Kontingenten aus Bremen, Hamburg und Lübeck zur Oldenburgisch-Hanseatischen Brigade, die im Bundesheer ein Unikum darstellte, da sie der einzige stehende Verband war, der sich aus den Kontingenten mehrerer Bundesstaaten zusammensetzte. Sie war Teil des X. Armeekorps des Bundesheeres (ab 1867 X. Armee-Korps (Deutsches Kaiserreich)).

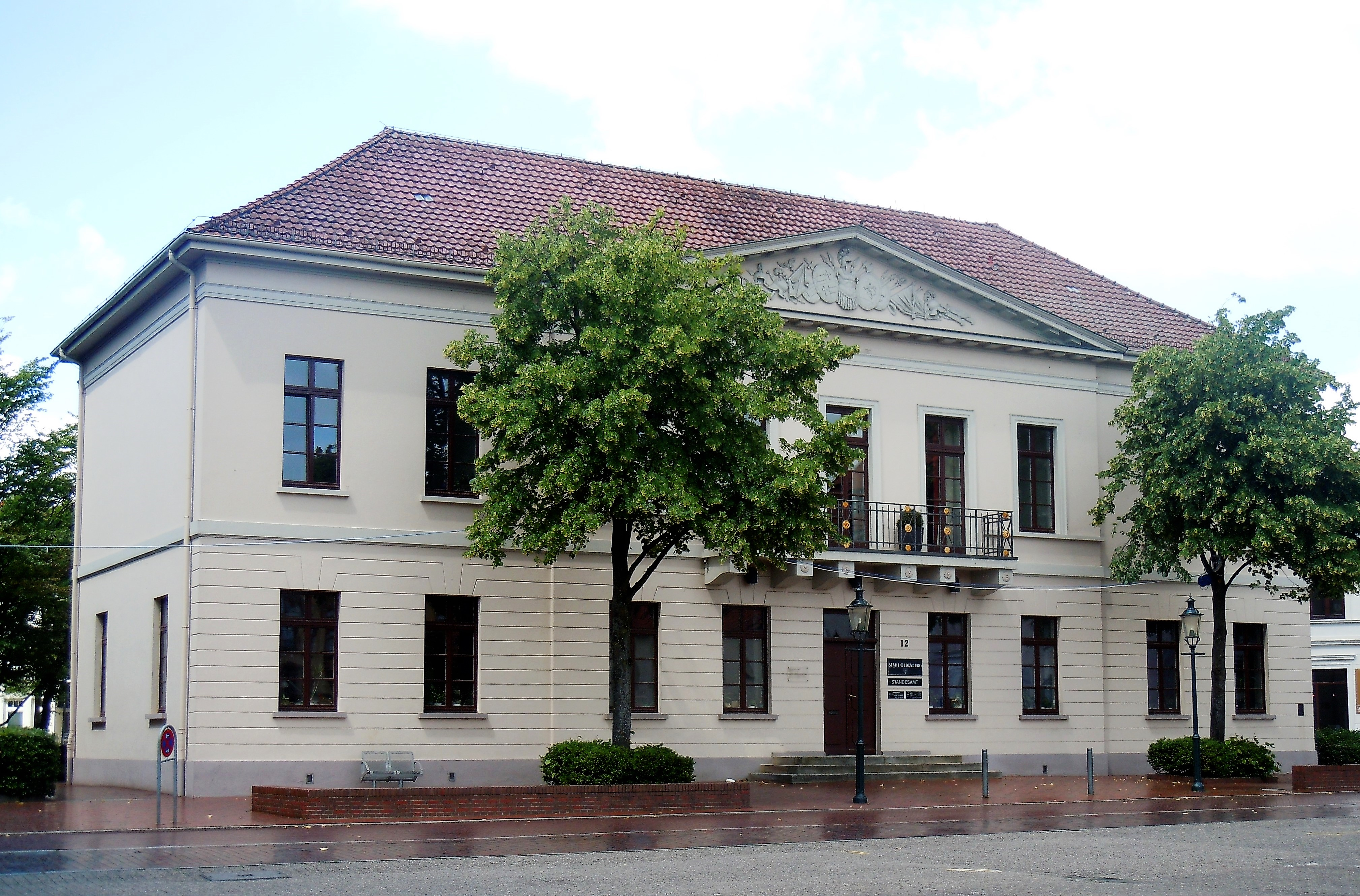
Standesamt Oldenburg

1814 wurde im so genannten Militärhaus in der Haarenstrasse die Militärschule eingerichtet. Sie diente sowohl der Ausbildung von Offizieren als auch Unteroffizieren. 1838 zog sie in ein eigens errichtetes Gebäude am Pferdemarkt ein, das allerdings von 1848 bis 1916 für den Oldenburgischen Landtag genutzt wurde. Seit 1984 befindet sich im Gebäude das Standesamt Oldenburg. Die Schule selbst wurde 1867 im Rahmen der Oldenburgisch-preußischen Militärkonvention aufgelöst. 
Mitte des 19. Jahrhunderts entstand an der Ofener Straße das zweite Zeughaus als Waffenarsenal, in dem später die Landesbibliothek war und das dann ein Verwaltungsgebäude wurde.
Nach dem Beitritt Oldenburgs zum Norddeutschen Bund wurde der Verband 1867 als Oldenburgisches Infanterie-Regiment Nr. 91 in das preußische Heer eingegliedert. Von 1893 bis 1896 war der spätere Reichspräsident Paul von Hindenburg Regimentskommandeur in Oldenburg. Die Auflösung des Verbandes erfolgte 1919 nach schweren Verlusten im Ersten Weltkrieg. In Oldenburg ist die 91er Straße nach dem Regiment benannt.
1849 erließ Großherzog Paul Friedrich August einen Aufstellungsbefehl für ein Reiter-Regiment aus vier Eskadronen, das ab 1859 in Osternburg stationiert war. Der Verband wurde 1867 als Oldenburgisches Dragoner-Regiment Nr. 19 in das preußische Heer eingegliedert. 1919 erfolgte die Auflösung. 1935 wurde die Osternburger Sandstraße in Erinnerung an das Regiment in "Dragonerstraße" umbenannt.
Von der Gründung des oldenburgischen Militärs bis 1919 war die Schlosswache, auch Hauptwache genannt, das wichtigste militärische Gebäude in Oldenburg, deren Wachpersonal die Bewachung des Schlosses als Regierungssitz oblag. Das heutige Gebäude wurde 1839 errichtet. Bis in die Mitte des 19. Jahrhunderts wurden auf frischer Tat angetroffene Straftäter, die den in der Stadt auf Wache dienenden Soldaten übergeben oder von diesen selbst festgenommen worden waren, auf der Hauptwache abgeliefert, wo der Polizeichef der Stadt über ihren weiteren Verbleib entschied. Außerdem befand sich in der Hauptwache der wachhabende Offizier der Stadtwache. Von ca. 1919/20 bis Anfang der 1930er Jahre befand sich in der Schloßwache eine städtische Polizeiwache, der Wachdienst wurde allerdings von der Oldenburgischen Ordnungspolizei und nicht der Stadtpolizei versehen.

## Deutsches Reich 1919 bis 1945
Aufgrund der Bedingungen des Versailler Vertrages wurde auch die Oldenburger Garnison 1919/20 stark reduziert. Institutioneller Nachfolger des 91er-Regiments wurde das Infanterie-Regiment 110 der Vorläufigen Reichswehr, das jedoch bereits 1921 in das 16. Infanterie-Regiment (Reichswehr) umgewandelt wurde.
Nach der Wiedereinführung der allgemeinen Wehrpflicht 1935 wurde die Garnison Oldenburg massiv ausgebaut. So wurden in Kreyenbrück u. a. die Hindenburg-Kaserne und das Standortlazarett errichtet. Im Stadtnorden entstand der Fliegerhorst, der von der Luftwaffe genutzt wurde.
Das Infanterie-Regiment 16 wurde Teil der 22. Infanterie-Division, die im Zweiten Weltkrieg u. a. in Polen, der Sowjetunion und auf dem Balkan (Griechenland, Jugoslawien) eingesetzt war. Das Regiment geriet wie die ganze Division 1945 in jugoslawische Kriegsgefangenschaft.

## Seit 1945

### Besatzungstruppen

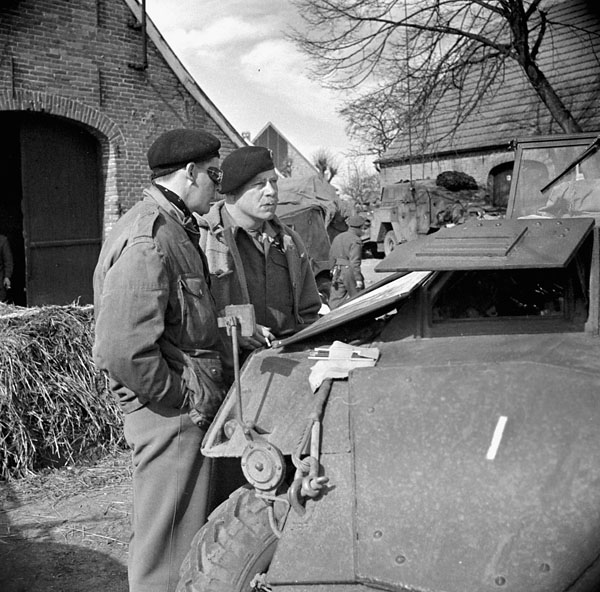
Generalmajor Christopher Vokes, rechts

Anfang Mai 1945 wurde Oldenburg von kanadischen Einheiten der 4th Canadian Armoured Division eingenommen, die von der Normandie über Belgien und die Niederlande nach Nordwestdeutschland vorgedrungen war. Die Übergabeverhandlungen wurden vom Kommandeur der Stadtpolizei, Oberstleutnant der Schutzpolizei Heinrich Köhnke, und kanadischen Truppenführern geführt. Köhnke garantierte, dass sich in der Stadt keine Truppenteile der Wehrmacht mehr aufhielten, die gegen kanadische Einheiten kämpfen würden. Da die Stadt Oldenburg sofort nach der Niederlage Deutschlands im Zweiten Weltkrieg Teil der Britischen Besatzungszone in Deutschland wurde, erhielt sie 1945 einen britischen Stadtkommandanten, der die zuvor vom Leiter des Gaues Weser-Ems der NSDAP bewohnte Villa an der Gartenstraße 5 als Dienstsitz erhielt.
Die kanadischen Besatzungstruppen wurden von Generalmajor Christopher Vokes kommandiert und 1946/47 durch britische Einheiten abgelöst. Die Royal Air Force nahm umgehend wieder den Dienstbetrieb auf dem Fliegerhorst auf. Die britischen Einheiten wurden Ende der 1940er Jahre kurzfristig durch dänisches Militär abgelöst. 1954 erfolgte der britische Abzug; der Fliegerhorst wurde allerdings erst 1958 an die Luftwaffe übergeben.

### Bundeswehr
Vor allem aufgrund der seinerzeit guten militärischen Infrastruktur wurde die Stadt Oldenburg zu einem wichtigen Standort der 1955 gegründeten Bundeswehr.
Von den 1960er bis zu den 1980er Jahren war Oldenburg zweitgrößte Garnisonsstadt der Bundesrepublik. Sie war Standort diverser Heeres- und Luftwaffenverbände und -einheiten, unter anderem des Stabes der 11. Panzergrenadierdivision (Clausewitz-Kaserne Ohmstede), des Stabes der Panzergrenadierbrigade 31, des Panzerbataillons 314, der Panzerjägerkompanie 310, der Instandsetzungskompanie 310, der Nachschubkompanie 310 (alle Henning-von-Tresckow-Kaserne Bümmerstede), des Artillerieregiments 11, des Fernmeldebataillons 11 (alle Hindenburg-Kaserne Kreyenbrück), des Stabes des Flugabwehrraketenregiments 14, des Stabes des Luftwaffenversorgungsregiments 6 (alle Donnerschwee-Kaserne) sowie des Jagdbombergeschwaders 43, der Luftwaffenwerft 61 und in den 1990er und 2000er Jahren die Flugabwehrraketengruppe 24 (Fliegerhorst).
Aufgrund von Heeresstrukturreformen und damit einhergehend einer Verkleinerung der Bundeswehr ist seit 1993 lediglich die Henning-von-Tresckow-Kaserne in Bümmerstede Truppenstandort des Stabes der Luftlandebrigade 31 sowie zweier Kompanien des Luftlandeunterstützungsbataillons 272. Zudem ist auf dem Kasernengelände eine Sanitätsstaffel des Zentralen Sanitätsdienstes der Bundeswehr sowie das Kraftfahrausbildungszentrum der Streitkräftebasis stationiert. Im Rahmen der Neuausrichtung der Bundeswehr wurde die Brigade im zweiten Halbjahr 2014 aufgelöst und zu einem Fallschirmjägerregiment am Standort Seedorf umstrukturiert. Seit 2016 ist in der Henning-von-Tresckow-Kaserne der Stab der 1. Panzerdivision aus Hannover.

In Osternburg befindet sich auf dem Gelände der ehemaligen Dragoner-Kaserne (siehe oben) das Verpflegungsamt der Bundeswehr.
Seit 1984 besteht eine formelle Patenschaft zwischen der Stadt Oldenburg und der Bundeswehr. 2003 wurde die Gesellschaft für Militär- und Garnisonsgeschichte Oldenburg gegründet.